# عدن: این یک دنیای پایان‌ناپذیر است!
عدن: این دنیایی پایان‌ناپذیر است! یا بهشت: جهانی بی‌پایان است! (به انگلیسی: Eden: It's an Endless World!) یک مجموعه مانگایی ژاپنی از هیروکی اندو است که به‌طور ماهانه از سال ۱۹۹۷ الی ۲۰۰۸ در مجله افترنون چاپ می‌شد. در ایالات متحده بدست دارک هورس کامیکس، در انگلیس توسط تایتان بوکس و در آلمان به‌وسیلهٔ انیمه و مانگای اگمونت به چاپ رسیده‌است. داستان آن در فضایی آخرالزمانی است که جهان بیماری مهلکی را پشت سر گذاشته که باعث مرگ ۱۵ درصد مردم جهان شده، تعداد بیشمار دیگری را فلج کرده و نظم سیاسی جهان به هم خورده‌است. داستان آن تا حدی از عقاید آیین گنوسیسم الهام گرفته و نام برخی از شخصیت‌های آن همچون انویا (Ennoia) و زمینه‌های داستان ریشه در این عقیده دارد. این مانگا موفق به دریافت جایزه بهترین مانگای مجله ویزارد در سال ۲۰۰۷ شد.

## داستان

الیاس و روبات محافظش، چروبیم، در حال نگاه کردن به شهر، در اوایل جلد دوم. هیروکی اندو در کارهایش جزییات زیادی را به تصویر می‌کشد.

داستان از جزیره‌ای دورافتاده با نام عدن شروع می‌شود که در آن پسر و دختری نوجوان به نام‌های انویا (Ennoia) و هانا (Hannah) به همراه محققی به نام لین موریس (Lane Morris) زندگی همراه با آرامشی را پشت سر می‌گذارند. این جزیره و اقامتگاه‌های قرنتینه‌اش متعلق به نیروهای سازمان ملل بوده و برای تحقیقات سری بکار گرفته می‌رفته‌است. موریس از این دو مراقبت می‌کند اما خود مبتلا به یک بیماری مهلک شده که آن را ویروس خاتمه (Closure Virus) می‌نامند که ۱۵ درصد مردم جهان را به کشتن داده‌است. بافت‌های بدن بر اثر این بیماری به مرور شروع به سفت شدن و خشک شدن می‌کند و سرانجام به فلج کامل و مرگ بیمار می‌انجامد. داستان شامل فلش‌بک‌هایی است که به پدر انویا و نیروهای فدراسیون پروپاتر (Propater Federation) می‌پردازد.
داستان در فصل بعد به بیست سال بعد می‌پردازد و از زمانی شروع می‌شود که الیاس (Elijah) را می‌بینیم که به همراه روبات محافظش چروبیم (Cherubim) در حال مسافرت است. الیاس می‌خواهد مادر و خواهرش مانا بالارد (Mana Ballard) را که بدست نیروهای انحصارگرا و قدرتمند فدراسیون پروپاتر گروگان گرفته شده‌اند نجات دهد. فدراسیون آن‌ها را برای تحت کنترل نگه داشتن انویا بالارد، پدر الیاس به گروگان گرفته‌است. انویا اکنون به رئیس یکی از بزرگ‌ترین گروه‌های قاچاق مواد مخدر در آمریکای جنوبی تبدیل شده‌است.
داستان دربارهٔ الیاس و تلاش او برای زنده ماندن روحی و فیزیکی در این دنیای آخرالزمانی است که در آن خوب و بد را نمی‌توان به سادگی تشخیص داد. شخصیت‌های دیگر این داستان از متحدین تا دشمنان گرفته همه در تقلای زنده ماندن در چنین شرایطی هستند.

## شخصیت‌ها
الیاس بالارد (Elijah Ballard)
شخصیت اصلی مانگا. از نیمه‌های پایانی جلد اول او را می‌بینیم که به همراه روبات محافظش، چروبیم، در حال فرار از نیروهای پروپاتر است. در راه با برخی از سربازان مزدور مخالف پروپاتر آشنا می‌شود و مجبور به همراهی با آنها می‌شود.
انویا بالارد (Ennoia Ballard)
پدر الیاس، که در عدن بزرگ شد. پس از ترک عدن به قدرتمندترین قاچاقچی مواد مخدر آمریکای جنوبی تبدیل شد و یکی از مخالفان اصلی فدراسیون پروپاتر است.
چروبیم (Cherubim)
روباتی پیچیده که برای محافظت از تجهیزات و ساختمان‌های عدن ساخته شد اما کمی بعد درصدد خراب کردن آن برآمد. بعدها به محافظ الیاس تبدیل شد. در جنگ علیه نیروهای پروپاتر مبارز بسیار قدرتمندی است اما برخی از اوقات در شناخت دوست از دشمن دچار مشکل می‌شود و به نیروهای خودی خسارت می‌زند.
هانا مایال (Hannah Mayall)
مادر الیاس. او و انویا در عدن با هم بزرگ شده‌اند. قسمت عمده‌ای از مانگا، تلاش الیاس برای نجات او و خواهرش از دست نیروهای پروپاتر است.
کلنل نظربایف خان (Colonel Nazarbayev Khan)
سرباز کهنه‌کار آذربایجانی و رهبر نیروهای گروه Nomad.
سوفیا (Sophia)
هکر قدرتمند یونانی که بیشتر بدنش از روبات تشکیل شده‌است. ظاهر یک دختر جوان را دارد اما سنی حدود ۵۰ تا ۶۰ سال دارد. او یکی از اعضای رده بالای گروه Nomad است.